# Émile Champion
Émile Champion (Laval, 23 marzo 1879 – Bordeaux, 4 agosto 1934) è stato un maratoneta francese.

## Carriera
Partecipò ai Giochi olimpici 1900 di Parigi dove vinse la medaglia d'argento nella controversa maratona di quell'Olimpiade.

## Palmarès
| Anno | Manifestazione  | Sede   | Evento   | Risultato | Prestazione | Note |
| ---- | --------------- | ------ | -------- | --------- | ----------- | ---- |
| 1900 | Giochi olimpici | Parigi | Maratona | Argento   | 3h04'17"0   |      |